# Nichiren
Nichiren (en japonés: 日蓮), (16 de febrer de 1222-13 d'octubre de 1282) va ser un sacerdot budista japonés que va viure durant el període Kamakura (1185-1333). Va ser el creador del budisme Nichiren, una branca del budisme mahayana originària del Japó.
Per als membres de Nichiren Shōshū i Soka Gakkai ell és el buda vertader d'aquesta era com a reencarnació del Buda Gautama, mentre que per als creients de Nichiren Shū, la branca més antiga del budisme nichiren, ell només és un bodhisattva i l'únic buda original i etern és el Buda Gautama qui va encarregar a Nichiren la propagació del Sutra del Lotus.
Aquesta subtil diferència té un efecte important en l'accent que es posa als ensenyaments de cadascú. Mentre que Nichiren Shōshū i Soka Gakkai estudien preferentment els ensenyaments de Nichiren, l'orde Nichiren Shu considera els escrits de Nichiren com documents subordinats al Sutra del Lotus.
El seu nom originalment era Zennichimaro (善日麿), més tard Zeshō-bō Rencho (是生房蓮長) i finalment Nichiren. Generalment és més conegut com a Nichiren Shonin (日蓮聖人) o Nichiren Daishonin (日蓮大聖人). El nom Nichiren està format pels mots nichi, sol, i ren és una contracció de la paraula renge que significa lotus. Va ser una figura controvertida en la seva època.

## Infància i joventut
Nichiren va néixer al Japó el setzè dia del segon mes de 1222, en una família de pescadors al poble de Kataumi, en la costa oriental de la província d'Awa (prefectura de Chiba), en una època en què abundaven els conflictes socials i les calamitats naturals. En néixer va rebre el nom de Zennichimaro.
El 1233, a 11 anys (12 segons el costum japonès), Nichiren va entrar al temple Seicho-ji de l'Escola Tendai (budisme Tiantai). Al temple el principal objecte de veneració era una estàtua del bodhisattva Kokuzo. Segons la tradició, durant aquest període d'estudi li pregava demanant-li: “Converteix-me en l'home més savi del Japó” i que Kokuzo li atorgués la “joia de la saviesa”.
L'any 1237, a 15 anys (16 segons el costum japonès), conduït pel seu mestre Dozem-bo, va passar per la cerimònia de la tonsura i es va convertir en reverend amb el nom de Zesho-bo Rencho. A la primavera de 1239, amb el consentiment del seu mestre, Rencho va partir del temple Seicho-ji cap a Kamakura, on va estudiar sobre les diferents escoles budistes, entre elles la de la Terra Pura i la del Zen.

## Establiment del seu ensenyament budista
Kamakura era una ciutat de tradició budista força limitada, així que va emprendre un pelegrinatge espiritual cap a l'oest del Japó en l'estudi ampli i complet dels sutres i escrits budistes, sense trobar el mestre adequat.
Una tarda mentre estudiava el Sutra del Nirvana, va trobar la frase següent: “Seguiu la Llei i no les persones”. Més que centrar-se en les opinions de les persones, calia trobar l'ensenyament essencial de tots els sutres.
En el seu estudi va trobar la concepció de Tiantai, que ressaltava el Sutra del Lotus (en japonès Myōhō Renge Kyō) com l'essència de l'ensenyament de tota la vida del buda. Després de deu anys d'intens estudi arriba a la conclusió que en el Sutra del Lotus es troba l'ensenyament vertader del budisme i que la resta de sutres eren accessoris.
El 28 d'abril de 1253, a 32 anys, va tornar al temple Seicho-ji a Awa, on davant de Dozem-bo i un gran nombre de persones va proclamar que el Sutra del Lotus, amb el mantra Nam Myoho Renge Kyo, és l'única llei veritable que possibilita assolir l'estat de Buda (il·luminat).

## Enfrontant-se a l'oposició
L'anunci de Nichiren va comportar diverses persecucions, sovint violentes, per part dels dignataris polítics i religiosos. Tot i això va continuar propagant la Llei, convertint a nombrosos deixebles i rebatent les escoles Terra Pura i Zen.
El 16 de juliol de 1260 va redactar una missiva al govern, Rissho Ankoku Ron, “Sobre l'establiment de l'ensenyament correcte per a assegurar la pau a la terra”, on atribueix les calamitats que patia el Japó a causa dels actes contra el Sutra del Lotus. Arran d'aquestes afirmacions, molts seguidors de l'escola budista Terra Pura van intentar assassinar-lo en la seva residència. Aquesta persecució és coneguda com la persecució de Matsubagayatsu. Per un temps Nichiren es va allunyar de Kamakura, però més tard hi va tornar. Quan hi va tornar, sacerdots d'altres escoles, sorpresos per l'èxit amb què Nichiren guanyava seguidors, van incitar al govern a bandejar-ho.
El 12 de maig de 1262 Nichiren va ser exiliat a la península d'Izu, de la qual no va poder tornar fins a rebre un perdó oficial el gener de 1263, i s'instal·là de nou a Kamakura.
El 1268, davant la imminent invasió pels mongols, Nichiren va redactar una síntesi de “Sobre l'establiment de l'ensenyament correcte per a assegurar la pau a la terra” i va enviar 11 cartes a les persones més influents en el govern japonès. El 12 de setembre de 1271 oficials armats del govern central el van arrestar, en el que seria conegut com la persecució de Tatsunokuchi, i el van portar a la platja homònima amb intencions de decapitar-lo. I aquí es barreja la història amb el mite, ja que segons molts escrits, l'execució va fallar a causa de l'aparició d'un objecte brillant en el cel nocturn que va aterrir els oficials.

## Exili a Sado
El govern, després de fallar en la seva temptativa de decapitar Nichiren a Tatsunokuchi, va decidir exiliar-lo el 1271 a l'illa de Sado.
Va partir el 10 d'octubre i va arribar a Sado el 28 del mateix mes. El dia primer de novembre va entrar a Sam-Maido, a Tsukahara, el lloc del seu exili. El local de Tsukahara era un cementiri devastat (on s'abandonaven els morts) amb un Sam-Maido, un templet per relíquies molt petit. Gairebé sense fustes al sostre, les quatre parets en ruïnes, sense aliments i sense roba apropiada, Nichiren va patir grans penúries.
Els seguidors de l'escola Terra Pura local, en un intent d'eliminar Nichiren, van conspirar una altra vegada contra ell. Consta que enmig d'aquesta situació crítica, Abutsu-bo, que era un creient de Terra Pura, es va convertir amb la seva dona, la monja Sennichi, admirat per la grandiositat de la persona de Nichiren i la legitimitat de la Llei.
Bonzes de les escoles Terra Pura, Zen i Ritsu van organitzar el 16 de gener de 1272 un debat religiós amb l'objectiu de derrotar Nichiren. Amb aquesta finalitat, van ser convocats els bonzes i creients de totes les sectes de totes les localitats i províncies més enllà de l'illa de Sado. Aquest debat és conegut com el debat de Tsukahara. Segons la tradició favorable a Nichiren, centenars de bonzes es van fer presents i van ser refutats per complet pel monjo. Hi havia persones que es despullaven del “kesa”, el mantell budista, o que llançaven el seu “juzu” o rosari budista, i altres que prometien no recitar mai més el Nembutsu (pregàries a Amitabha centrals a l'escola Terra Pura). Sembla que a partir d'aquest debat, moltes persones es van convertir al budisme de Nichiren.
El decret de perdó va ser expedit pel govern el 14 de febrer de 1274 i va arribar a Sado el 8 de març.

## Noves persecucions
El dia 8 d'abril, el govern va ordenar a Nichiren presentar-se davant les autoritats. En aquesta ocasió, l'anomenat Daishonin va amonestar Heino-Semon-Nojo-Yoritsuma per tercera vegada, però el govern el va ignorar. Davant aquesta actitud del govern de no canviar el seu comportament després de tres advertiments, Nichiren va decidir retirar-se a la muntanya Minobu, acompanyat per Nikko Shonin i els seus deixebles. El 17 va arribar a la mansió de Hagiri-Rokuro-Sanenaga, qui va oferir com a gokuyo (ofrena) per Nichiren un tros de terreny a Nishi no Tai de la muntanya Minobu.
Allà, el 17 juny s'hi va construir una cabanya petita on Nichiren es va establir fins al 1282. Tot i que la muntanya Minobu es trobava en un bosc espès i era un lloc de difícil accés, rebia moltes visites de deixebles i adeptes de tot el país, ja que els seus deixebles van iniciar una intensa campanya de Shakubuku (predicació) a diverses localitats. En aquesta època van convertir molts camperols, com els germans Jinshiro, Yagoro i Yarokuro. En la Persecució d'Atsuhara 1279 les autoritats van detenir i sotmetre a tortura vint deixebles de Nichiren per tal que renunciessin a la seva fe. El 15 d'octubre van ser decapitats Jinshiro, Yagoro i Yarokuro; i els altres 17 camperols van ser exiliats.
Nichiren Daishonin, impressionat per la fermesa dels seus deixebles, en el mateix any, el 12 d'octubre, va inscriure l'anomenat Dai Gohonzon, el mandala que “havia atorgat a tot el món” com a objecte de devoció.

## Mort i llegat
La seva salut, després de tants anys de persecucions i penalitats, va començar a sentir-se feble dia a dia. El 1282 va partir cap a les aigües termals de Hita-Chi a fi de tractar-se.
Abans de la seva partida, Nichiren Daishonin va escriure el “Document per a perpetuar la Llei que Nichiren va propagar durant tota la seva vida” (Minobu Sojyo-sho), on diu: “Jo, Nichiren, transfereixo tots els ensenyaments que propagui durant la meva vida a Byakuren Ajeri Nikku”. D'aquesta manera va designar a Nikko Shonin com l'únic suprem i líder de la propagació de l'anomenat Budisme Veritable.
El 8 setembre, Nichiren Daishonin va abandonar la muntanya Minobu i el 18 arriba a la mansió d'Ikegami Munenaka, a la província de Musashi, actual barri d'Ota de la ciutat de Tòquio. El 13 d'octubre, reuneix de nou els seus deixebles i els exposa el document titulat “Document de Transferència de la Muntanya Minobu” (Ikegami Sojyo-sho), en el qual designa Nikko Shonin també com Sobirà de la Llei del Temple Minobussan Kuonji.
Mor envoltat dels seus deixebles i adeptes, enmig de la recitació del Sutra del Lotus i de la invocació del Daimoku (Nam Myōhō Renge Kyō) a 61 anys.